# Bedrifelek Kadın
Bedrifelek Kadın, död 1930, var andra hustru till den osmanska sultanen Abd ül-Hamid II (regent 1876-1909). 
Hon var av tjerkessiskt ursprung. Hon gifte sig med Abd ül-Hamid II 1868. 
Maken besteg tronen 1876. Hon blev hans andra hustru av tretton, men fick titeln "första-hustru" och blev det kungliga haremets första dam när sultanmodern Rahime Perestu avled 1904. Hon fick därmed ansvaret för alla sina medhustrur, och hon till skillnad från sina medhustru beskrivs hon inte som svartsjuk. 
När hennes make avsattes 1909 åtföljde hon honom inte i exil utan bosatte sig hos sin dotter. Efter att monarkin avskaffats 1924 engagerade hon en advokat och processade mot Turkiska staten för den osmanska dynastins egendom, som konfiskerats.